# Collegelaan (stație de premetrou din Antwerpen)
Collegelaan (în neerlandeză Premetrostation Collegelaan) este o stație fantomă a premetroului din Antwerpen, care face parte din rețeaua de tramvai din Antwerpen. Stația este situată în estul orașului, în districtul Borgerhout, sub strada Collegelaan, la intersecția cu Steenenbrug. 

## Istoric
Stația a fost construită în cadrul Tunelului Rozenpijp, iar lucrările au debutat în 1979 și sunt, din 1989, puse în conservare. Contrar celorlalte stații de pe Reuzenpijp, a căror construcție a început în 1978, șantierul pentru Collegelaan a debutat un an mai târziu, pentru că Maatschappij voor het Intercommunaal Vervoer te Antwerpen (în română Societatea pentru Transport Intermunicipal din Antwerpen) (MVIA) nu vedea niciun avantaj prin amplasarea unei stații în acel loc. Pentru riverani și elevii frecventatului colegiu Xaverius a fost prevăzută construirea stației Morckhoven. După presiunile venite din partea locuitorilor și a colegiului Xaverius și după succesul stației de tramvai de suprafață „Joe English”, planurile MIVA au fost revizuite. Construcția stației Morckhoven a fost abandonată și s-au început lucrările la Collegelaan, pentru acest lucru fiind necesară spargerea tubului de tunel deja construit. Proiectul prevedea ca stația să fie deservită de tramvaiul 24, dar construcția a fost oprită în 1981. Collegelaan are o intrare de la suprafață, dar aceasta a fost blocată de De Lijn cu porți metalice pentru a împiedica accesul curioșilor.

## Caracteristici
Stația Collegelaan este situată în apropierea Inelului de ocolire a Antwerpenului și este cea mai adâncă dintre stațiile din Antwerpen, deoarece tunelul subtraversează inelul, care în acel loc se află în debleu. Ea este construită după același model ca și altele de pe tronsonul Reuzenpijp: la nivelul -1 se află sala pentru bilete, la nivelul -2 se găsește peronul spre centrul orașului, în timp ce peronul spre Morckhoven și ieșirea din tunel este la nivelul -3, la 23 de metri adâncime față de nivelul străzii. Peroanele au 36 de metri lungime.

## Planuri de viitor
Începând de sâmbătă, 18 aprilie 2015, tunelul Reuzenpijp a fost pus în exploatare și este deservit de tramvaiele liniei 8, care circulă prin stația Collegelaan fără să oprească, dar încetinind în timp ce o traversează. Stația este desemnată ca ieșire de urgență în cadrul proiectului LIVAN I RVP 6.
Nu este prevăzută nicio dată de deschidere.

## Imagini

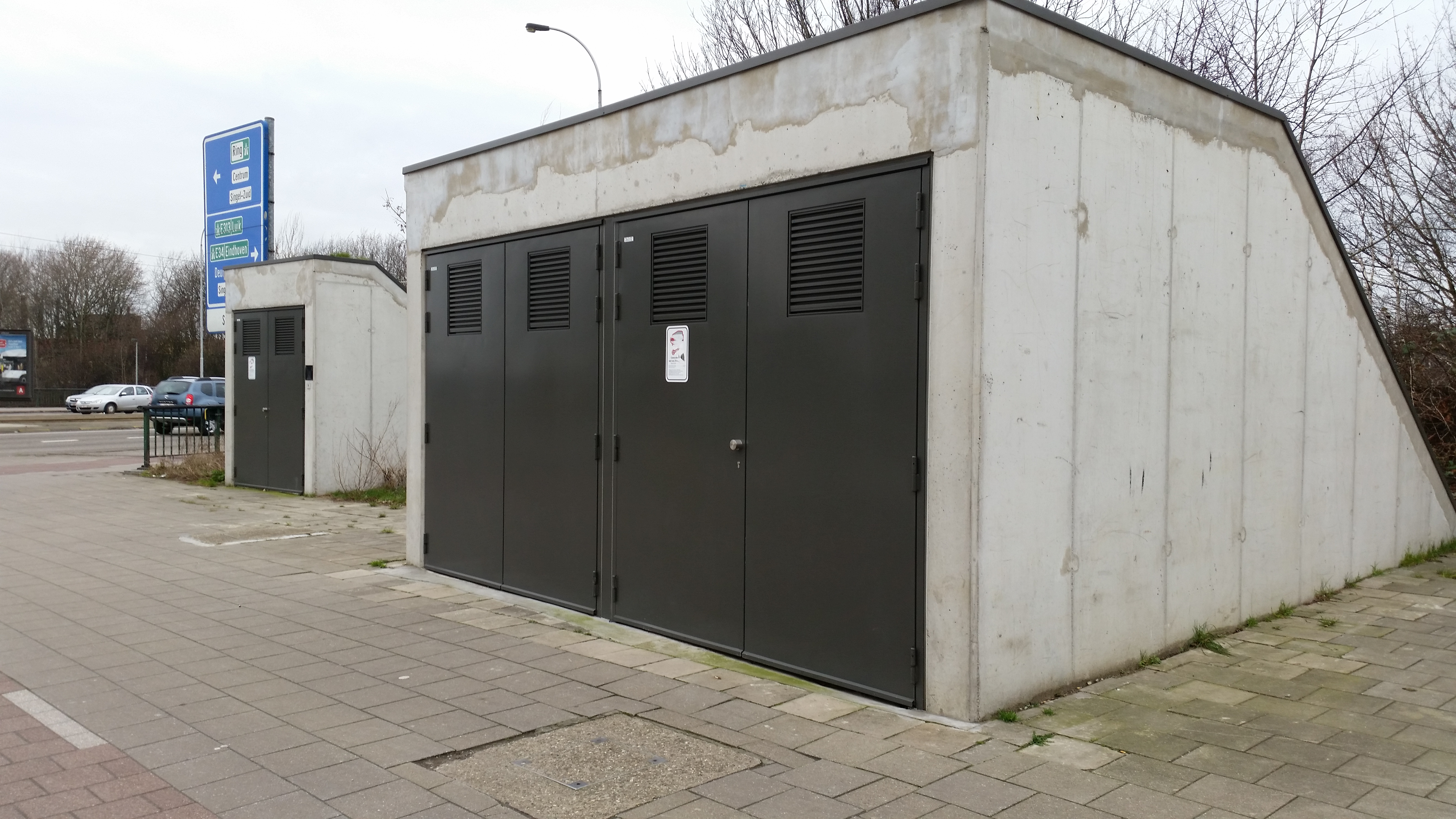
Intrarea sigilată în stația Collegelaan
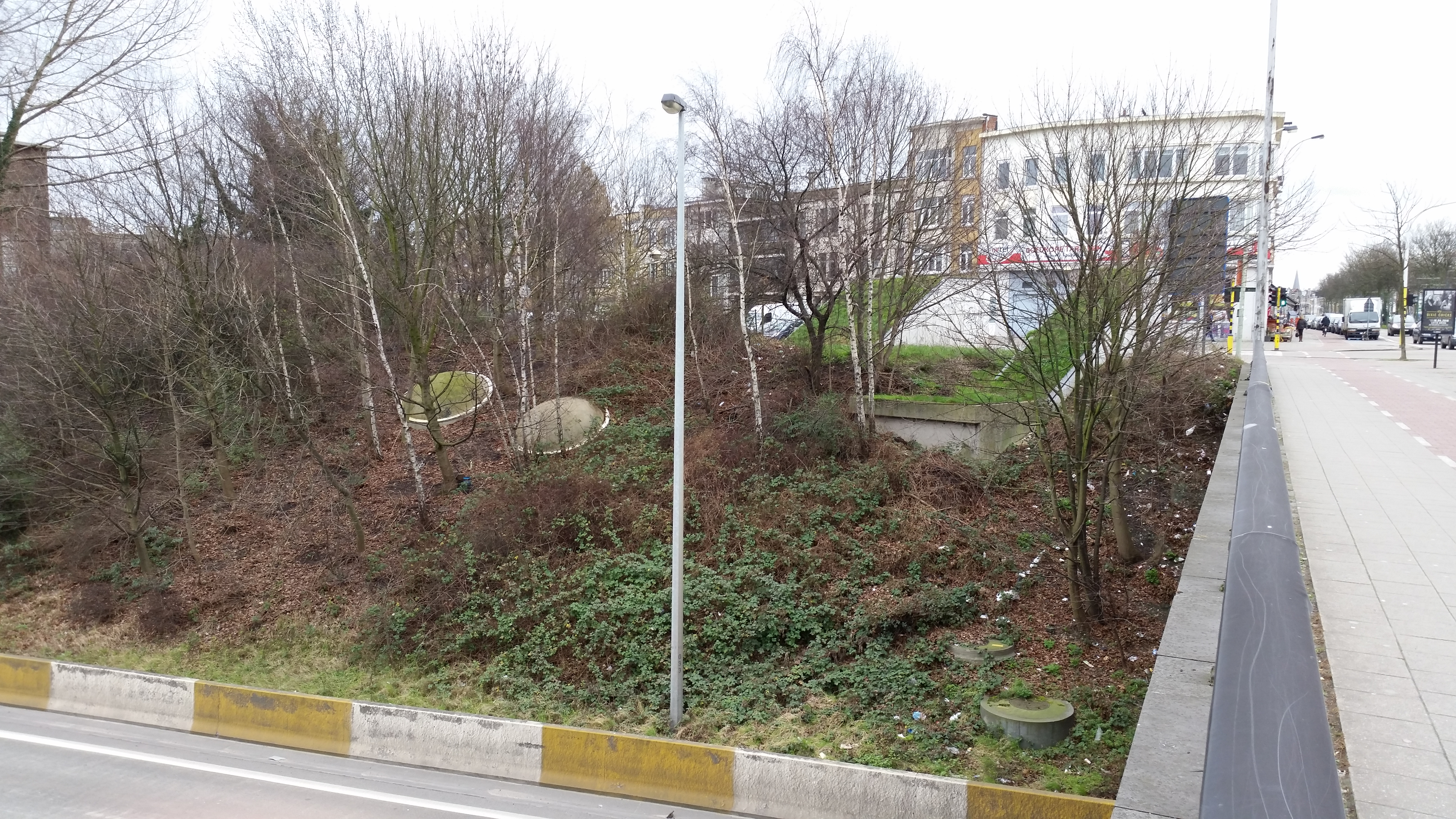
Infrastructura stației Collegelaan, vedere dinspre Ringul R1 al Antwerpenului